# Monica Bellucci
Monica Bellucci, (født 30. september 1964), er en italiensk skuespillerinde og tidligere model.
Bellucci blev født i Città di Castello, Umbria. Oprindelig begyndte hun at uddanne sig til jurist, og startede med modelarbejde for at betale for sine studier på "Perugia universitet", men denne nye glamourøse livsstil lokkede Bellucci væk fra studierne.
Hun taler italiensk, fransk, og engelsk flydende og har optrådt i roller med alle disse sprog såvel som på aramæisk.
Belluccis filmkarriere begyndte i starten af 1990'erne. I 1992 havde hun sin første optræden i en stor engelsksproget film, Francis Ford Coppolas Bram Stoker's Dracula (1992), i rollen som en af Grev Draculas blodsugende "brude". Hun blev populær hos det engelsktalende publikum efter sin hovedrolle i den kritikerroste italienske film Malèna (2000), selvom hun nok er mest kendt for sin rolle som Persephone i The Matrix Reloaded (2003) og The Matrix Revolutions (2003) og efterfølgende som Maria Magdalene i Mel Gibsons The Passion of the Christ (2004).
Siden 1999 har hun været gift med Vincent Cassel. Parret blev separeret i 2013.